# Modon (Arabie saoudite)
Pour les articles homonymes, voir Modon.
Modon (مدن) est le pluriel du mot arabe "Madina", ville. Il est utilisé comme un nom d'entreprise pour l'Autorité Saoudienne de la Propriété Industrielle, ou Saudi Industrial Property Authority, (هيئة المدن الصناعية ومناطق التقنية).
Cet organisme gouvernemental, créé par le gouvernement d'Arabie saoudite, en 2001, par la législation ministérielle datée No.235 27/8/1422H, concerne les villes industrielles. 
L'organisme Modon est chargé d'élaborer et de superviser les terrains industriels dans le Royaume. Sa mission est d'entreprendre, comme un organisme public indépendant, la réglementation et la promotion des zones industrielles et des zones technologiques dans le pays, sur des terrains industriels, privés et publics, et d'encourager les sociétés du secteur privé à s'impliquer dans le développement, l'exploitation et la maintenance des zones industrielles. 
Le Modon est aussi responsable de la création d'un environnement idéal pour le développement et la modernisation des zones technologiques en Arabie saoudite. 
L'objectif plus large du Modon est de contribuer fortement à la mise en place d'un tissu industriel compétitif concurrentiel pour le Proche-Orient, et le reste du monde.
Le Modon est particulièrement impliqué dans l'établissement de Cités Industrielles et de Cités Économiques, 40 espérées en 2016 :
- KAEC, King Abdullah Economic City, 168 km2, entre La Mecque et Médine,
- KEC, Knowledge Economic City, à Médine,
- PABMEC, Prince Abdulaziz bin Mousaed Economic City, à Haïl, à 720 km au nord de Djeddah,
- JEC, Jizan Economic City, à Jizan, à 725 km au sud de Djeddah,

## Pour approfondir